# Benjamin Šeško
Benjamin Šeško (født 31. maj 2003) er en slovensk professionel fodboldspiller, som spiller som angriber for Premier League-klubben Manchester United og Sloveniens landshold.

## Klubkarriere

### Red Bull Salzburg
Efter at have spillet for en række en klubber i sit hjemland, skiftede Šeško til Red Bull Salzburg som 16-årig i 2019. Han blev med det samme udlejet til deres søsterklub FC Liefering.
Šeško imponerede hos Liefering, og i januar 2021 fik han sin debut for Salzburg. Han etablerede sig herefter som fast mand på førsteholdet.

### RB Leipzig
Det blev i august 2022 annonceret, at Šeško ville skifte til RB Leipzig, og at transferen ville tage sted i juli 2023. Han scorede sine første mål for klubben den 3. september 2023, da han scorede to mål i en sejr over Union Berlin.

### Manchester United
Šeško skiftede i august 2025 til Manchester United i en aftale som gjorde ham til den dyreste slovenske fodboldspiller nogensinde.

## Landsholdskarriere

### Ungdomslandshold
Šeško har repræsenteret Slovenien på flere ungdomsniveauer.

### Seniorlandshold
Šeško debuterede for Sloveniens landshold den 1. juni 2021, og i en alder af 18 år og 1 dag, blev han hermed den yngste spiller nogensinde for det slovenske landshold. Han scorede sit første landsholdsmål den 8. oktober 2021, og blev hermed også den yngste målscorer for Slovenien nogensinde.

## Titler
Red Bull Salzburg
- Østrigske Bundesliga: 3 (2020-21, 2021-22, 2022-23)
- Østrigske Cup: 1 (2021-22)

RB Leipzig
- DFL-Supercup: 1 (2023)

RB Leipzig
- DFL-Supercup: 1 (2023)

Individuelle
- Årets fodboldspiller i Slovenien: 1 (2022)
- Årets unge fodboldspiller i Slovenien: 3 (2021, 2022, 2023)